# Cyathea dissimilis
Cyathea dissimilis là một loài thực vật có mạch trong họ Cyatheaceae. Loài này được (C.V. Morton) Stolze mô tả khoa học đầu tiên năm 1974.